# Liste des circonscriptions législatives de Loir-et-Cher
Le département français de Loir-et-Cher est, sous la Cinquième République, constitué de trois circonscriptions législatives, ce nombre étant stable depuis 1958.	Leurs limites ont été redéfinies lors du redécoupage de 1986 et de celui de 2010, en vigueur à compter des élections législatives de 2012.

## Présentation
Par ordonnance du 13 octobre 1958 relative à l'élection des députés à l'Assemblée nationale, le département de Loir-et-Cher est constitué de trois circonscriptions électorales. 
Lors des élections législatives de 1986 qui se sont déroulées selon un mode de scrutin proportionnel à un seul tour par listes départementales, le nombre de trois sièges de Loir-et-Cher a été conservé.
Le retour à un mode de scrutin uninominal majoritaire à deux tours en vue des élections législatives suivantes, a maintenu ce nombre de trois sièges,, selon un nouveau découpage électoral.
Le redécoupage des circonscriptions législatives réalisé en 2010 et entrant en application à compter des élections législatives de juin 2012, a modifié la répartition des circonscriptions de Loir-et-Cher, en maintenant le nombre de trois.

## Composition des circonscriptions

### Composition des circonscriptions de 1958 à 1986
À compter de 1958, le département de Loir-et-Cher comprend trois circonscriptions  regroupant les cantons suivants :
- 1re circonscription : Blois-Est, Blois-Ouest, Contres, Herbault, Mer, Montrichard.
- 2e circonscription : Bracieux, Lamotte-Beuvron, Mennetou-sur-Cher, Neung-sur-Beuvron, Romorantin, Saint-Aignan, Salbris, Selles-sur-Cher.
- 3e circonscription : Droué, Marchenoir, Mondoubleau, Montoire-sur-le-Loir, Morée, Ouzouer-le-Marché, Saint-Amand-de-Vendôme, Savigny-sur-Braye, Selommes, Vendôme.

### Composition des circonscriptions depuis 1988
À compter du découpage de 1986, le département de Loir-et-Cher comprend trois circonscriptions regroupant les cantons suivants :
- 1re circonscription : Blois-I, Blois-II, Blois-III, Blois-IV, Blois-V, Contres, Herbault, Montrichard, Vineuil.
- 2e circonscription : Bracieux, Lamotte-Beuvron, Mennetou-sur-Cher, Neung-sur-Beuvron, Romorantin-Lanthenay-Nord, Romorantin-Lanthenay-Sud, Saint-Aignan, Salbris, Selles-sur-Cher.
- 3e circonscription : Droué, Marchenoir, Mer, Mondoubleau, Montoire-sur-le-Loir, Morée, Ouzouer-le-Marché, Saint-Amand-Longpré, Savigny-sur-Braye, Selommes, Vendôme-I, Vendôme-II.

### Composition des circonscriptions à compter de 2012
Depuis le nouveau découpage électoral, le département comprend trois circonscriptions regroupant les cantons suivants :
- 1re circonscription : Blois-I, Blois-II, Blois-III, Blois-IV, Blois-V, Contres, Montrichard, Vineuil
- 2e circonscription : Bracieux, Lamotte-Beuvron, Mennetou-sur-Cher, Neung-sur-Beuvron, Romorantin-Lanthenay-Nord, Romorantin-Lanthenay-Sud, Saint-Aignan, Salbris, Selles-sur-Cher.
- 3e circonscription : Droué, Herbault, Marchenoir, Mer, Mondoubleau, Montoire-sur-le-Loir, Morée, Ouzouer-le-Marché, Saint-Amand-Longpré, Savigny-sur-Braye, Selommes, Vendôme-I, Vendôme-II